# Jade Tailor
Jade Tailor (* 12. August 1985 in Los Angeles) ist eine US-amerikanische Filmschauspielerin.

## Leben
Jade Tailor wurde ab 2007 als Filmschauspielerin tätig, zunächst in sehr kleinen Rollen und in Kurzfilmen. In der Serie Murder in the First spielte sie 2015 in fünf Folgen „Alyssa“. Im selben Jahr begann ihre bekannteste Rolle, die der Studentin „Kady Orloff-Diaz“ in der Fantasy-Serie The Magicians.

## Filmografie (Auswahl)
- 2010: Karma
- 2014: Cam2Cam
- 2015: Aquarius (Fernsehserie, 2 Folgen)
- 2015: Murder in the First (Fernsehserie, 5 Folgen)
- 2015–2020: The Magicians (Fernsehserie, 51 Folgen)
- 2016: Wild for the Night (48 Hours to Live)
- 2017: Altered Perception
- 2018: Higher Power – Das Ende der Zeit (Higher Power)
- 2020: Sinfidelity
- 2020: Juke Box Hero